# Maria do Carmo Gerônimo
Maria do Carmo Gerônimo (Carmo de Minas, 5 de março de 1871? — Itajubá, 14 de junho de 2000) foi uma ex-escrava brasileira que teria sido uma das pessoas mais velhas do mundo que se tem registro. Por falta de registro de nascimento e qualquer outro documento civil que comprovasse seu ano de nascimento, não pôde ser incluída no livro Guinness dos recordes..
Segundo documento da Paróquia Nossa Senhora do Carmo, de Campanha (no sul de Minas Gerais), Maria do Carmo nasceu no dia 5 de março de 1871 e foi batizada 16 dias depois. Era filha de Sabrina, escrava de Luiz José Monteiro de Noronha.
Maria do Carmo, nascida em Carmo de Minas, viveu escravizada até a idade de 17 anos, quando da abolição da escravatura no Brasil. Trabalhou 60 anos como empregada doméstica na família do historiador José Armelim Bernardo Guimarães em Minas Gerais e morreu após um longo período de problemas de saúde.
Em 1995 foi agraciada com a medalha do centenário de Zumbi dos Palmares e viajou com o então prefeito, César Maia, ao Rio de Janeiro com o objetivo de realizar o sonho de conhecer o mar. Nesta data, Maria do Carmo teria 124 anos.
Em 1996, teve na Rede Globo, no programa da Xuxa.
No dia 5 de outubro de  1997, esteve presente na missa presidida pelo Papa João Paulo II no Rio de Janeiro.